# (Report,) Botanical Society and Exchange Club of the British Isles
(Report,) Botanical Society and Exchange Club of the British Isles (abreviado Rep. Bot. Soc. Exch. Club Brit. Isles) fue una revista ilustrada con descripciones botánicas que fue editada por la Botanical Society and Exchange Club of the British Isles desde el año 1914 al 1947, se publicaron los volúmenes 4 al 13. Fue precedida por Botanical Exchange Club of the British Isles.